# ドルテ・ヴェルナー
ドルテ・ヴェルナー（Dorte Verner）は、デンマークの経済学者、写真家。
アフリカやラテンアメリカなどの食糧問題を調査・分析し、解決策の提言を行っている。インターナショナル・フォトグラフィ・アワード (en:International Photography Awards) で最優秀賞・優秀賞を受賞するなど、写真家としても活躍している。

## 経歴・人物
デンマークに生まれる。イタリアの欧州大学院において、マクロ経済学および計量経済学の博士号を取得しており、またデンマークのオーフス大学において修士号を取得している。経済協力開発機構の開発センターでの勤務経験をもつ。また欧州大学院の他、フランス・パリのパンテオン・ソルボンヌ大学で研究員としての勤務経験をもつ。
1995年にワシントンD.C.にある世界銀行に入行する。食糧・農業グローバルプラクティスの主任農業エコノミストになる。アフリカや中東、ラテンアメリカなどで、調査・分析業務やプロジェクト融資業務などを行っている。
写真家としても活動しており、Nikon D800, Nikon D810, Nikon D850 を使用している。好きな写真家として、ブラジルの写真家、セバスチャン・サルガドを挙げている。ニコンフォトコンテスト 2016 - 2017 において、『消えゆくモーケン族の漁』が「応募者が選ぶグランプリ」に選ばれている。2017年と2018年のインターナショナル・フォトグラフィ・アワードにおいて、最優秀賞・優秀賞を受賞している。